# 圣让德马吕埃若勒和阿韦让
圣让德马吕埃若勒和阿韦让（法語：Saint-Jean-de-Maruéjols-et-Avéjan，法語發音：[sɛ̃ ʒɑ̃ də maʁɥeʒɔl e aveʒɑ̃]）是法国加尔省的一个市镇，属于阿莱斯区。

## 地理
圣让德马吕埃若勒和阿韦让（44°15'26"N, 4°17'36"E）面积17.3 平方千米，位于法国奧克西塔尼大區加尔省，该省份为法国南部沿海省份，南端濒地中海，北起顺时针与阿尔代什省、沃克吕兹省、罗讷河口省、埃罗省、阿韦龙省和洛泽尔省接壤。

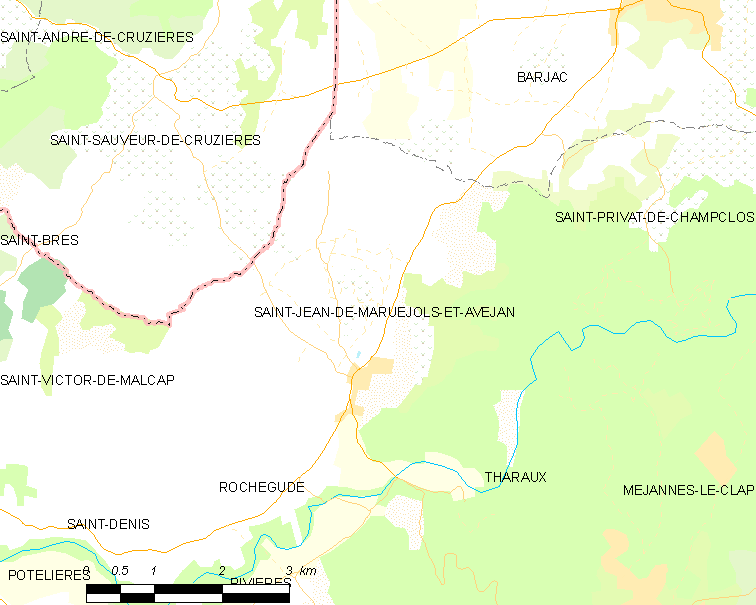
圣让德马吕埃若勒和阿韦让的OSM定位图

与圣让德马吕埃若勒和阿韦让接壤的市镇（或旧市镇、城区）包括：圣索沃尔-德克吕济耶尔、巴尔雅克、罗什居德、圣普里瓦德尚普克洛、圣维克托德马尔卡、塔罗。
圣让德马吕埃若勒和阿韦让的时区为UTC+01:00、UTC+02:00（夏令时）。

## 行政
圣让德马吕埃若勒和阿韦让的邮政编码为30430，INSEE市镇编码为30266。

## 政治
圣让德马吕埃若勒和阿韦让所属的省级选区为鲁松县。

## 人口
圣让德马吕埃若勒和阿韦让于2022年1月1日时的人口数量为856人。

1962-2008年间圣让德马吕埃若勒和阿韦让人口变化图示